# Oilinyphia
Oilinyphia is een geslacht van spinnen uit de familie hangmatspinnen (Linyphiidae).

## Soorten
De volgende soorten zijn bij het geslacht ingedeeld:
- Oilinyphia jadbounorum Ponksee & Tanikawa, 2010
- Oilinyphia peculiaris Ono & Saito, 1989